# لامود
لامود (به اسپانیایی: Lámud) یک شهرک در پرو است که در استان لویا واقع شده‌است. لامود ۲٬۵۰۰ نفر جمعیت دارد.